# Nandopsis
Nandopsis (= [der Gattung] Nandus ähnlich) ist eine Gattung mittelgroßer Buntbarsche, die auf den Karibikinseln Hispaniola und Kuba vorkommt. Die Gattung ist nah mit mittelamerikanischen Buntbarschen verwandt und wurde von ihren Verwandten isoliert, als sich die Großen Antillen im Eozän von Mittelamerika abspalteten.

## Merkmale
Nandopsis-Arten werden 20 bis 24 cm lang und haben eine typische, gedrungene Buntbarschgestalt mit einem großen Kopf, einem großen, weit vorstülpbaren Maul und großen Fangzähnen. Männchen werden größer als die Weibchen und bekommen im Alter ein steileres Stirnprofil oder sogar einen vorspringenden Stirnhöcker. Die Gattung gilt als schwierig zu diagnostizieren und es können nur wenige Unterschiede zu mittelamerikanischen Buntbarschen angegeben werden. Als Synapomorphien gelten ein kräftiger mittiger Vorsprung auf der Unterkiefersymphyse, zungenseitige zusätzliche Spitzen auf den hinteren Kieferzähnen, eine gut entwickelte Gelenkfläche am Palatinum und kurze abgeflachte Zähne auf der vierten Zahnplatte der oberen Pharyngobranchiale (ein Knochen des Kiemenskelettes).

## Lebensweise
Nandopsis-Arten leben in Binnengewässern, teilweise aber auch im Brackwasser oder in Lagunen mit Meerwasser. Sie betreiben Brutpflege, sind Substratlaicher und legen ihr umfangreiches Gelege meist auf einen flachen, waagerecht liegenden Stein. Das Männchen übernimmt die Revierverteidigung, während das Weibchen den Laich betreut. Die geschlüpften, noch nicht schwimmfähigen Fischlarven werden in Sandgruben gelegt. Sind die Jungfische schwimmfähig, werden sie von beiden Eltern beschützt.

## Arten
Gegenwärtig besteht die Gattung Nandopsis aus drei Arten.
- Nandopsis haitiensis (Tee-Van, 1935), Haiti
- Nandopsis ramsdeni (Fowler, 1938), östliches Kuba
- Kubabuntbarsch (Nandopsis tetracanthus Valenciennes in Cuvier & Valenciennes, 1831) Typusart, Kuba

Nandopsis woodringi eine vierte, nur als Fossil bekannte Art, wurde mit Nandopsis haitiensis synonymisiert. Nandopsis sheljuzhkoi ist ein Synonym von Afronandus sheljuzhkoi, eine Fischart aus der Familie der Vielstachler, die mit der Gattung Nandopsis nur entfernt verwandt ist.